# Bino Sanminiatelli
Bino Sanminiatelli (Firenze, 7 maggio 1896 – Greve in Chianti, 10 gennaio 1984) è stato uno scrittore e disegnatore italiano.
Il suo vero nome di battesimo era Fabio.

## Biografia
Originario di una ricca famiglia di possidenti agricoli avente sede a Perignano, in provincia di Pisa, Sanminiatelli fu un produttore di vini "prestato", come diceva lui, "alla letteratura". Collaborò alla rivista L'Italia futurista e, con Enrico Prampolini, nel 1917 fondò la rivista Noi. Si laureò in Giurisprudenza a Siena.
Le sue opere sono impregnate di un forte lirismo autobiografico e molto legate alla sua terra, la Toscana (e le Colline Pisane di Lari in particolare), dalla quale si staccò solo di rado, per compiere alcuni viaggi, le cui note confluirono nei suoi pregevolissimi diari e in alcuni saggi, nei quali egli diede  prova di un raro rigore documentario. Fu anche noto per la sua attività di disegnatore.
Ebbe ruoli direttivi nella Società Dante Alighieri.
La sua produzione letteraria comprende romanzi, diari, elzeviri. Quanto più la sua scrittura si va allontanando dal bozzettismo delle prime opere, tanto più riesce a esprimere «le disposizioni alla inquietudine, alla rivolta, alla insoddisfazione che caratterizzano l'uomo del medio Novecento.» Ciò appare più chiaro ed esplicito nelle opere d'impronta diaristica e, in particolare, nei diari Il Permesso di vivere (1963) e Quasi un uomo (1968). Anche i romanzi migliori riflettono peraltro un dissidio evidente, come quello che logora il personaggio Gianni Macchia, l'inibito epperò lucido protagonista del romanzo Le proibizioni (1954).
Non mancano i giudizi limitativi, se non negativi, della critica. Ad esempio, secondo Giorgio Bàrberi Squarotti, il suo «compiaciuto gusto della lingua finisce spesso per determinare una certa monotonia di ritmo narrativo.»
Sanminiatelli vinse nel 1933 il Premio Viareggio per Giochi da ragazzi e nel 1980, con La vita in campagna, il Premio Selezione Campiello

## Vita privata
Sposò Elena Castelbarco Albani e da lei ebbe tre figli: Donatella, Carla Aurora, Ranieri.

## Opere principali

### Romanzi e racconti
- Le pecore pazze, Firenze, Vallecchi, 1920
- Bocca Mariana, Firenze, Bemporad, 1927
- Il mondo di Mustafà, Firenze, Vallecchi, 1929
- L'urto dei simili, Milano, Garzanti, 1930
- Giochi da ragazzi, Firenze, Vallecchi, 1933
- Arnaccio, Firenze, Vallecchi, 1935
- Notte di baldoria, Firenze, Vallecchi 1936
- Fiamme a Monteluce, Firenze, Vallecchi, 1938
- Le signore di Montegioia, 1938
- Palazzo Alberino, Firenze, Vallecchi, 1939
- L'omnibus del Corso, Firenze, Vallecchi, 1941
- Cervo in Maremma, Roma, Tumminelli, 1942
- Il cavallo chinino, 1942
- I fratelli incantati, Roma, Astrolabio, 1951
- Gente in famiglia, Firenze, Vallecchi, 1951
- Le proibizioni, Firenze, Vallecchi, 1954
- La mora, 1961
- La vita in campagna, 1980,
- Gli irregolari, 1982
- Via della Micia 3 (postumo), 1985

### Diari
- Mi dico addio, Firenze, Vallecchi, 1959
- Il permesso di vivere, Milano, Bompiani, 1963
- Quasi un uomo, Milano, Rizzoli, 1968
- Ultimo diario, 1973
- Ultimo tempo, 1977

### Saggi
- Il viaggiatore sedentario, Firenze, Vallecchi, 1953.
- Pisa e la sua terra, Pisa, EPT, 1960.
- Vita di Michelangelo, Roma, Canesi, 1965.